# Parti socialiste communiste (Frankreich)

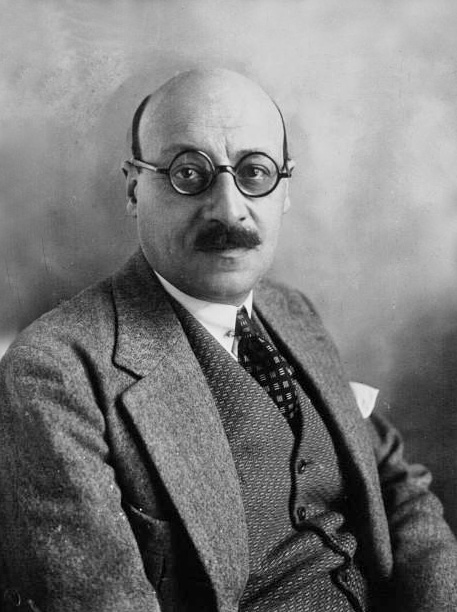
Ludovic Frossard

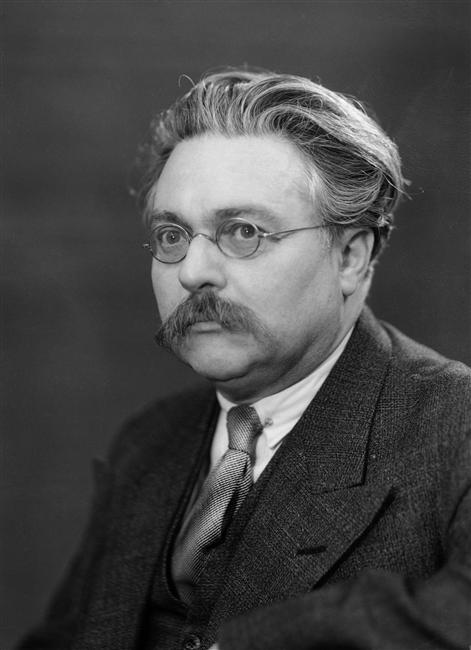
Ernest Lafont

Die Parti socialiste communiste (Sozialistisch-kommunistische Partei, PSC) war eine französische politische Partei die 1923 unter dem Namen Union socialiste-communiste (Sozialistisch-kommunistische Union) gegründet wurde und bis 1930 bestand.

## Geschichte
Die Parti socialiste communiste ging aus Abspaltungen der Parti communiste (der heutigen Parti communiste français, PCF) hervor. Sie wurde 1923 oder 1924 unter dem Namen Union socialiste-kommuniste (USC) durch den Zusammenschluss zweier kleinerer Splittergruppen der Kommunistischen Partei gegründet:
- Die Parti communiste unitaire (Kommunistische Einheitspartei, PCU) wurde 1923 von Ludovic-Oscar Frossard gegründet, dem ersten Generalsekretär der PCF, der die Partei 1923 wegen seiner Mitgliedschaft in der Freimaurerei verlassen musste.
- Die Union fédérative socialiste (Sozialistische Föderative Union) oder Union fédérative des travailleurs socialistes révolutionnaires (Föderative Union der revolutionär-sozialistischen Arbeiter), die im Dezember 1922 von einer Gruppe aus der PCF ausgeschlossener Personen gegründet wurde: Raoul Verfeuil[1], Pierre Brizon[2], Albert Mathiez und Henri Sellier.

Als 1924 Frossard und Sellier die USC wieder Richtung Section française de l’Internationale ouvrière (SFIO) verließen, bedeutete dies einen schweren Rückschlag.
1924 nahm die USC an einem internationalen Treffen in Berlin teil, das von Georg Ledebours Sozialistischem Bund ausgerichtet wurde.
1927 wurde aus der Union socialiste-communiste die Parti socialiste communiste. Bei der Wahl 1928 erreichte die Partei einen Sitz (Ernest Lafont). Allerdings hatten bereits vor der Wahl André Morizet mit einigen Anhängern die Partei verlassen. 1930 fusionierte diese mit der Parti ouvrier et paysan zur Parti d'unité prolétarienne, die 1937 der SFIO beitrat.
Von 1923 bis zu Frossards Rückzug 1924 gab die Partei eine Zeitung namens L’Égalité heraus; danach veröffentlichte sie nur Parteinachrichten in Bulletin-Form (Bulletin de l’Union Socialiste-Communiste,L'Unité ouvrière); lediglich der Unterbezirk Loire verfügte mit Le Peuple de la Loire über ein eigenes Organ.

## Bekannte Personen (Auswahl)
- Alexandre Bachelet
- Pierre Brizon
- Ludovic-Oscar Frossard
- Ernest Lafont
- Albert Mathiez
- Victor Méric
- Jean Minjoz[10]
- André Morizet
- Georges Pioch[11]
- Simon Sabiani
- Henri Sellier
- Henry Torrès
- Raoul Verfeuil